# Campylandra chinensis
Campylandra chinensis es una especie  de planta fanerógama perteneciente a la familia Asparagaceae, anteriormente de las ruscáceas. Es nativa de China.

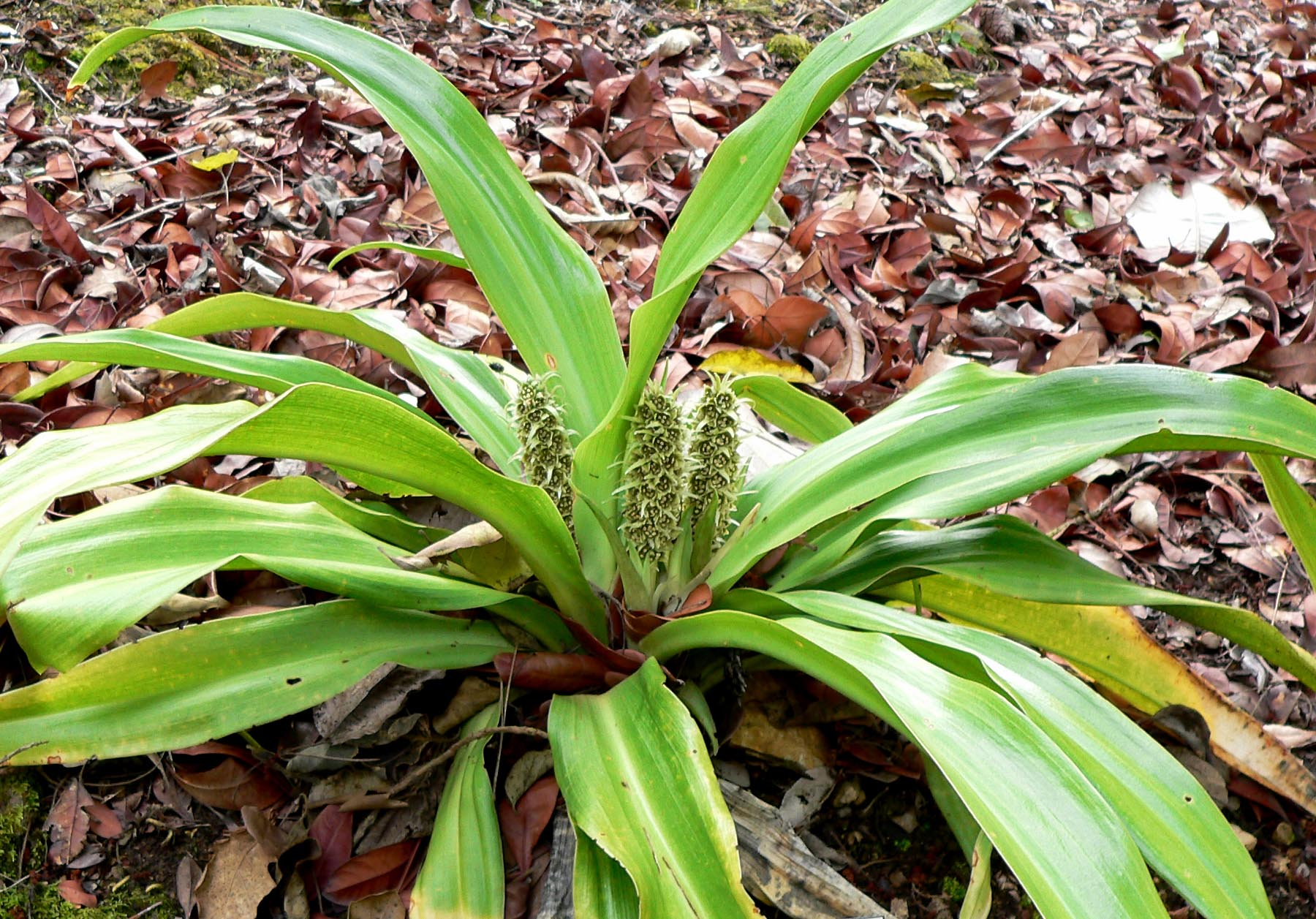
Hojas e inflorescencias

## Descripción
Tiene los rizomas ligeramente alargados, cilíndricos, de 1 a 1,5 cm de espesor. Las hojas 4-8 (- 12), basales, dísticas, con pecíolo de 3-8 cm, por lo general conduplicadas; limbo linear-lanceolado a oblanceolado, 15 - 65 × 1,5 a 9,5 cm. Las inflorescencias en pico de 2,5 a 14 cm, con varias brácteas estériles apicales; pedúnculo 1 - 6 (- 15) cm. El perianto acampanado, de 5-7 mm, tubo de 2 a 2,5 mm. Los frutos en forma de bayas de color rojo púrpura en la madurez, globosas, de 8 - 10 mm de diámetro. Florece en abril-junio, y fructifica en septiembre-noviembre.

## Distribución y hábitat
Se encuentra en lugares húmedos de los bosques, laderas de las colinas a lo largo de los arroyos; a una altitud de 600 - 3000 metros en Anhui, Fujian, Guangdong, Guangxi, Henan, Hubei, Hunan, Jiangxi, Shaanxi, Sichuan, Taiwán y Yunnan.

## Taxonomía
Campylandra chinensis fue descrita por (Baker) M.N.Tamura, S.Yun Liang & Turland y publicado en Novon 10(2): 159, en el año 2000.
Citología
El número de cromosomas es de: 2 n = 38.
Sinonimia
- Campylandra fargesiana Baill.
- Campylandra fargesii Baill.
- Campylandra kwangtungensis Dandy
- Campylandra pachynema F.T.Wang & Tang
- Campylandra viridiflora (Franch.) Hand.-Mazz.
- Campylandra watanabei (Hayata) Dandy
- Rohdea chinensis (Baker) N.Tanaka
- Rohdea japonica var. watanabei (Hayata) S.S.Ying
- Rohdea watanabei Hayata
- Tupistra chinensis Baker	basónimo
- Tupistra chlorantha Baill.
- Tupistra fargesii Baill.
- Tupistra heensis Y.Wan & X.H.Lu
- Tupistra kwangtungiensis S.S.Ying
- Tupistra lorifolia Franch.
- Tupistra sparsiflora S.C.Chen & Y.T.Ma
- Tupistra viridiflora Franch.[3]